# L'ispettore Gadget (franchise)
L'ispettore Gadget (Inspector Gadget) è un media franchise nato nel 1983 con l'omonima serie animata. Dallo show televisivo sono stati in seguito realizzati molti spin off, tra cui altre serie animate, videogiochi e film.
L'ispettore Gadget narra le avventure di Gadget, un potente ma goffo e stupido ispettore di polizia cyborg che tenta di fermare, senza avere mai successo, l'organizzazione criminale M.A.D. e il suo leader Boss Artiglio. Nonostante ciò, nessuno è consapevole che sono in realtà Penny, la nipote di Gadget, e il suo cane Bravo gli unici che riescono a ostacolare i piani della M.A.D.

## Serie televisive
- L'ispettore Gadget (1983-1986)
- È piccolo, è bionico, è sempre Gadget (1995-1998)
- Inspector Gadget's Field Trip (1996)
- Gadget Boy's Adventures in History (1996-1998)
- Gadget e Gadgettini (2002-2003)
- L'ispettore Gadget (2015-2018)

## Film

### Live-action
- Inspector Gadget (1999)
- Inspector Gadget 2 (2003)

### Animazione
- Ispettore Gadget - L'ultimo caso (2002)
- La grande impresa dell'ispettore Gadget (2005)

## Speciali
- L'ispettore Gadget salva il Natale (1992)

## Videogiochi
- Inspector Gadget and the Circus of Fear (1987)
- Inspector Gadget: Mission 1 – Global Terror! (1992)
- Inspector Gadget (1993)
- Inspector Gadget: Operation Madkactus (2000)
- Inspector Gadget: Gadget's Crazy Maze (2001)
- Inspector Gadget: Advance Mission (2001)
- Inspector Gadget: Mad Robots Invasion (2003)
- Gadget & Gadgetinis (2004)
- Ispettore Gadget - MAD Time Party (2023)